# Curling na Zimowych Igrzyskach Olimpijskich 1998
Wyniki turnieju Curling rozegranego podczas Zimowych IO w Nagano:

## Kobiety

### Reprezentacje
| Kraj              | Czwarta              | Trzecia         | Druga           | Otwierająca       | Rezerwowa          |
| ----------------- | -------------------- | --------------- | --------------- | ----------------- | ------------------ |
| Dania             | Helena Blach Lavrsen | Margit Pörtner  | Dorthe Holm     | Trine Qvist       | Jane Bidstrup      |
| Japonia           | Mayumi Ohkutsu       | Akiko Katō      | Yukari Kondō    | Yoko Mimura       | Akemi Niwa         |
| Kanada            | Sandra Schmirler     | Jan Betker      | Joan McCusker   | Marcia Gudereit   | Atina Ford         |
| Niemcy            | Andrea Schöpp        | Monika Wagner   | Natalie Nessler | Heike Schwaller   | Carina Meidele     |
| Norwegia          | Dordi Nordby         | Marianne Haslum | Kristin Løvseth | Hanne Woods       | Grethe Wolan       |
| Stany Zjednoczone | Lisa Schoeneberg     | Erika Brown     | Debbie Henry    | Lori Mountford    | Stacey Liapis      |
| Szwecja           | Elisabet Gustafson   | Katarina Nyberg | Louise Marmont  | Elisabeth Persson | Margaretha Lindahl |
| Wielka Brytania   | Kirsty Hay           | Edith Loudon    | Jackie Lockhart | Katie Loudon      | Fiona Bayne        |

### Medalistki
| Lp. | Państwo | Medal |
| --- | ------- | ----- |
| 1   | Kanada  |       |
| 2   | Dania   |       |
| 3   | Szwecja |       |

## Mężczyźni

### Reprezentacje
| Kraj              | Czwarty           | Trzeci           | Drugi               | Otwierający    | Rezerwowy        |
| ----------------- | ----------------- | ---------------- | ------------------- | -------------- | ---------------- |
| Japonia           | Makoto Tsuruga    | Hiroshi Satō     | Yoshiyuki Ōmiya     | Hirohumi Kudo  | Hisaaki Nakamine |
| Kanada            | Mike Harris       | Richard Hart     | Collin Mitchell     | George Karrys  | Paul Savage      |
| Niemcy            | Andreas Kapp      | Ulrich Kapp      | Michael Schäffer    | Holger Höhne   | Oliver Axnick    |
| Norwegia          | Eigil Ramsfjell   | Jan Thoresen     | Stig-Arne Gunnestad | Anthon Grimsmo | Tore Torvbråten  |
| Stany Zjednoczone | Tim Somerville    | Mike Peplinski   | Myles Brundidge     | John Gordon    | Tim Solin        |
| Szwajcaria        | Patrick Hürlimann | Patrik Lörtscher | Daniel Müller       | Diego Perren   | Dominic Andres   |
| Szwecja           | Peja Lindholm     | Tomas Nordin     | Magnus Swartling    | Peter Narup    | Marcus Feldt     |
| Wielka Brytania   | Douglas Dryburgh  | Peter Wilson     | Philip Wilson       | Ronnie Napier  | James Dryburgh   |

### Medaliści
| Lp. | Państwo    | Medal |
| --- | ---------- | ----- |
| 1   | Szwajcaria |       |
| 2   | Kanada     |       |
| 3   | Norwegia   |       |